# Aiguillette (viande)

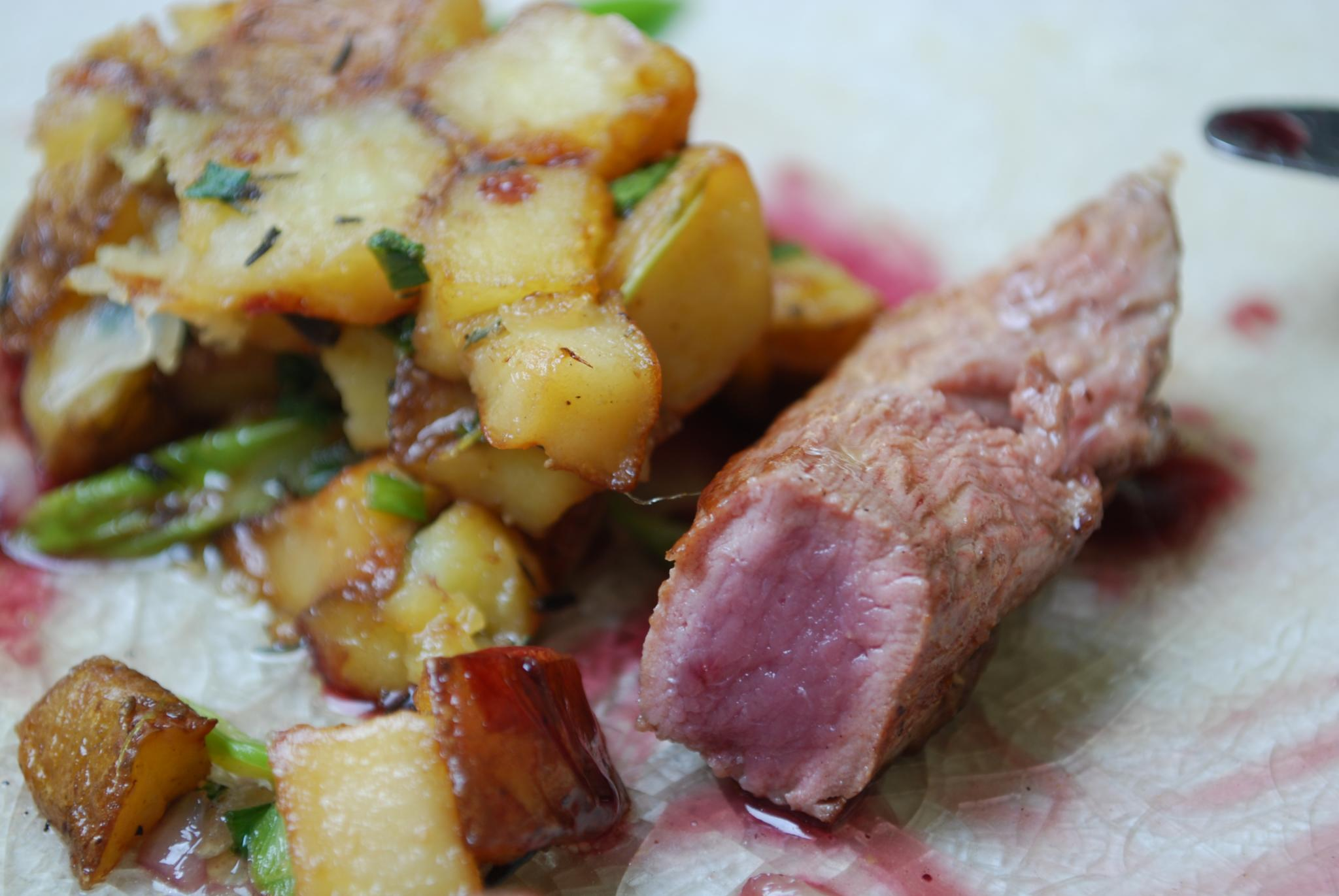
Aiguillettes de canard au thym avec une sauce au vin rouge et aux raisins le tout accompagné d'asperges et de pommes de terre.

Pour les articles homonymes, voir Aiguillette.
 (juillet 2017).
Si vous disposez d'ouvrages ou d'articles de référence ou si vous connaissez des sites web de qualité traitant du thème abordé ici, merci de compléter l'article en donnant les références utiles à sa vérifiabilité et en les liant à la section « Notes et références ».
L'aiguillette est une découpe bouchère. Il s'agit d'un morceau de viande de volaille ou de gibier tranché de façon à lui donner une forme effilée.
Par exemple, pour le canard, la découpe d'une aiguillette se fait dans le muscle pectoral profond situé sous le filet. Elle peut être accompagnée par une sauce à base de confiture d'échalotes ou une sauce à la crème fraîche flambée, soit au cognac, à l'armagnac ou au whisky[Où ?].